# 고기풀

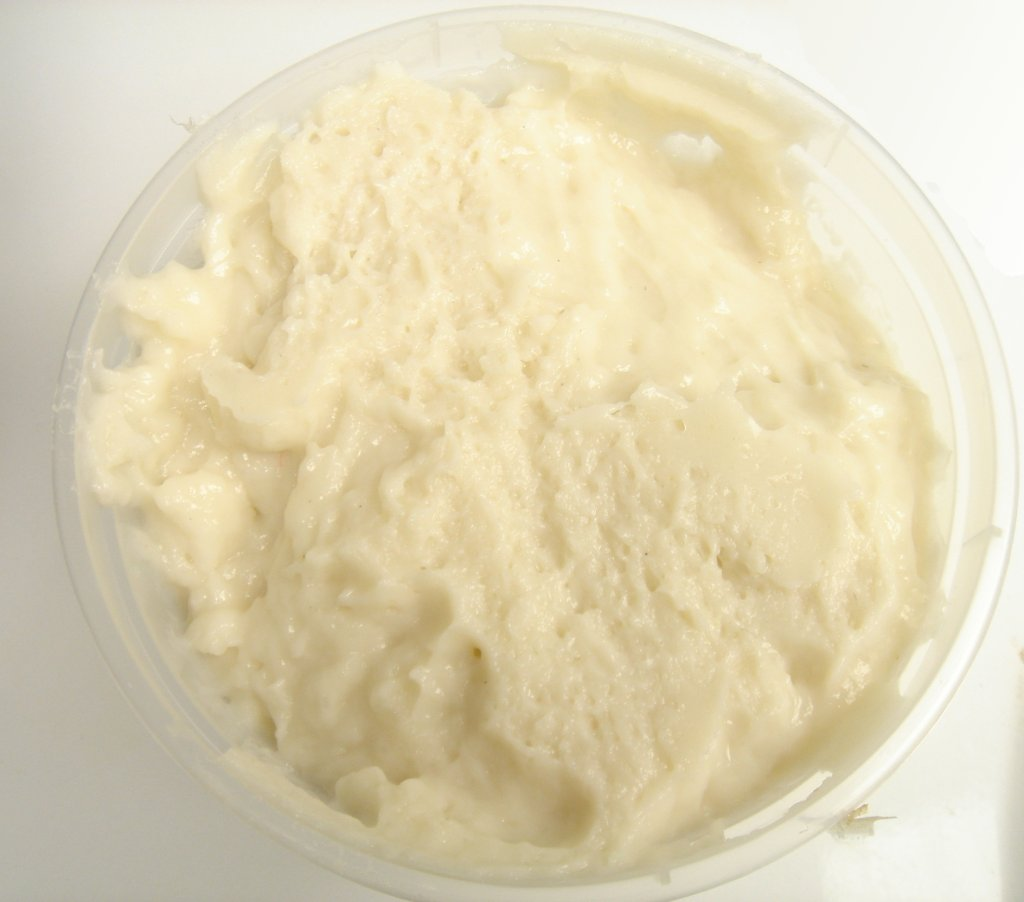
연육

고기풀 또는 연육(練肉)은 으깬 생선살을 주원료로 하여 당분과 소금, 인산염 등을 첨가한 것으로, 어묵의 주원료이다.

## 같이 보기
- 게맛살
- 어묵